# Mojżesz Pikielny
Mojżesz Pikielny (ur. 25 maja 1869 w Jeremczu k. Nowogródka, zm. w 1943 w Warszawie) – polski przemysłowiec pochodzenia żydowskiego. Fabryki włókiennicze prowadził głównie w Łodzi.

## Życiorys
Był synem Todresa Arie, właściciela browaru. Miał liczne rodzeństwo m.in. brata bliźniaka Tobiasza (1869-1934), braci Abrama i Jochela [założycieli firmy A. i J. Pikielny] oraz Izaaka, a także siostry: Rachela Leja - żona Josefa Epsteina, Merka - żona Arona Lusternika i Sara - żona Lazara Rusinowa. 
Uczył się w chederze i jeszybocie w pobliskim Mirowie, ukończył też szkołę rządową. 
W 1889 r. przyjechał do Łodzi i tu razem ze szwagrem Josefem Berem Epsteinem założył przedsiębiorstwo włókiennicze produkujące chustki półjedwabne. W następnym roku prowadził już przedsiębiorstwo samodzielnie. W 1894 r. wraz z bratem Tobiaszem założył w Julianowie (obecnie dzielnica Łodzi) tkalnię wełny z użyciem ręcznych warsztatów tkackich zatrudniając w niej w 1905 r. około 60 tkaczy. W 1909 r. bracia uruchomili fabrykę przy ul. Cegielnianej (obecnie ulica Stefana Jaracza) 74/76 posiadającą 200 mechanicznych warsztatów tkackich i zatrudniali tam około 200 robotników. Specjalizowali się w produkcji tkanin na ubrania damskie. Zapewne planowali dalszą rozbudowę fabryki, bo w lipcu 1914 r. gubernator piotrkowski zezwolił im na założenie przy ul. Cegielnianej 104 tkalni mechanicznej, ale nie zdążyli tego zrobić ponieważ wybuchła wojna.
Po wybuchu I wojny światowej bracia wyjechali do Charkowa, gdzie założyli fabrykę produkującą tkaniny ubraniowe. Po rewolucji październikowej przedsiębiorstwo zostało upaństwowione, bracia wrócili zatem do Łodzi i w części pomieszczeń z trudem odzyskanych od podnajemców (którym wydzierżawili fabrykę w chwili swego wyjazdu do Rosji) wznowili produkcję.
W okresie międzywojennym firma nosiła nazwę Fabryka Wyrobów Wełnianych i Bawełnianych „M. i T. Pikielni” (od 1923 r. była to spółka akcyjna). Dopiero w 1923 r., gdy do spółki akcyjnej przystąpili Eitingonowie, fabryka odzyskała dawną świetność sprzed I wojny światowej. Według „Rocznika Przemysłu i Handlu” z 1932 r. (poz. 3102, tam rok założenia 1898) zarząd firmy w 1930 r. stanowili: Borys Eitingon (prezes) a jego brat Naum, Mojżesz Pikielny i jego syn Maks oraz Tobiasz Pikielny i jego zięć Izaak Hochman byli członkami zarządu. W 1934 r. (po odejściu Eitingonów i śmierci Tobiasza) został prezesem spółki a jego synowie Maks i William oraz sukcesorzy Tobiasza: Izaak Hochman i synowie: Józef (inżynier) i Herman (dr prawa) tworzyli zarząd firmy. 
W połowie lat 30. XX w. założył skład konsygnacyjny w Warszawie przy ul. Długiej 55 i przedstawicielstwo w Tel Awiwie (Shereshewsky & Wojtinsky). Zarząd i biuro firmy mieściły się w Łodzi przy ul. S. Moniuszki 3. 
W 1938 r. od spadkobierców Tobiasza odkupił wszystkie akcje i wraz z synami został jedynym właścicielem przedsiębiorstwa. Był prezesem aż do momentu wybuchu wojny w 1939 r., kiedy firmę, tak jak i inne przedsiębiorstwa prowadzone przez Żydów skonfiskowała administracja niemiecka. 
Po wybuchu wojny uciekł z rodziną do Warszawy i tam zamknięty w warszawskim getcie zginął w 1943 r. w bliżej nieznanych okolicznościach. 
Filantrop i społecznik: był członkiem zarządu Internatu dla dzieci żydowskich i Fermy w Helenówku gm. Radogoszcz przy ul. (obecnie) Krajowej 15, budynek i instytucja już nieistniejące.                                                                                                                                                                                                                                                                                         
Był członkiem zarządu Łódzkiego Żydowskiego Towarzystwa Muzycznego i Literackiego „Hazomir” („Słowik”) które miało swoją siedzibę na II piętrze w oficynie posesji przy al. T. Kościuszki 21, gdzie od frontu było gimnazjum żeńskie im. E. Orzeszkowej. 
Odgrywał istotną rolę w Towarzystwie Żydowskich Szkół Średnich powołanym w 1912 r., które objęło patronatem 8-klasową szkołę dra Dawida Rabinowicza przy ul. Magistrackiej (obecnie ul. A. Kamińskiego) przekształconą w pierwsze gimnazjum żydowskie.
W 1899 r. był jednym z organizatorów Łódzkiego Żydowskiego Towarzystwa Dobroczynności. 
Mieszkał w Łodzi przy al. Tadeusza Kościuszki 24.
Żonaty z Jettą z Weisagierów, miał dwóch synów: Maksa (ur. 22 stycznia 1899 w Łodzi, zm. 7 maja 1970 w São Paulo, Brazylia) i Williama (ur. 1903 Łódź, zm. 1939), który podczas ucieczki z Łodzi zginął we wrześniu 1939 r. w czasie bombardowania.